# NGC 1971
NGC 1971 (còn được gọi là ESO 56-SC128) là một cụm sao mở nằm trong chòm sao Dorado và là một phần của Đám mây Magellan Lớn. Nó được phát hiện bởi John Herschel vào ngày 23 tháng 12 năm 1834. Kích thước rõ ràng của nó là 11,9 x 0,80 phút cung.